# Maytenus jelskii
Maytenus jelskii är en benvedsväxtart som beskrevs av Szyszyl. Maytenus jelskii ingår i släktet Maytenus och familjen Celastraceae. Inga underarter finns listade.